# Fosfuro de indio y galio
El fosfuro de indio y galio (InGaP), también llamado fosfuro de galio e indio (GaInP), es un semiconductor compuesto de indio, galio y fósforo. Se utiliza en electrónica de alta potencia y alta frecuencia por su velocidad de electrones superior a la de los semiconductores más comunes, el silicio y el arseniuro de galio.
Se utiliza principalmente en estructuras HEMT y HBT, pero también para la fabricación de células solares de alta eficiencia utilizadas en aplicaciones espaciales y, en combinación con aluminio (aleación AlGaInP) para fabricar LED de alta luminosidad con colores naranja-rojo, naranja, amarillo y verde. Algunos dispositivos semiconductores, como el nanocristal EFluor, utilizan InGaP como partícula central.
El fosfuro de indio y galio es una solución sólida de fosfuro de indio y fosfuro de galio.
El Ga0,5In0,5P es una solución sólida de especial importancia, que prácticamente coincide en red con el GaAs. Esto permite, en combinación con (AlxGa1-x)0,5In0,5, el crecimiento de pozos cuánticos de red igualada para láseres semiconductores de emisión roja, por ejemplo, RCLED de emisión roja (650 nm) o VCSEL para fibras ópticas de plástico PMMA.
El Ga0,5In0,5P se utiliza como unión de alta energía en células fotovoltaicas de doble y triple unión cultivadas en GaAs. En los últimos años se han mostrado células solares en tándem de GaInP/GaAs con eficiencias AM0 (incidencia de la luz solar en el espacio=1,35 kW/m2) superiores al 25%.
En las células fotovoltaicas de triple unión GaInP/GaInAs/Ge de alta energía se utiliza una composición diferente de GaInP, de red adaptada a la del GaInAs subyacente.
El crecimiento del GaInP por epitaxia puede complicarse por la tendencia del GaInP a crecer como un material ordenado, en lugar de como una solución sólida verdaderamente aleatoria (es decir, una mezcla). Esto modifica la banda prohibida y las propiedades electrónicas y ópticas del material.